# АЕС Лінген
АЕС Лінген (нім. Kernkraftwerk Lingen, KWL) — закрита атомна електростанція в Лінгені, району Емсланд, землі Нижня Саксонія, Німеччина. АЕС мала киплячий ядерний реактор (BWR) потужністю 268 МВт. На додаток діяв також пароперегрівач, що працював на горючих викопних (нафті), внаслідок чого атомна електростанція мала незвично високу (вище 150 метрів) для АЕС димову трубу. Остання була під час демонтажних робіт на АЕС влітку 2009 року знесена та замінена значно меншою димовою трубою. На заміну Лінгенської АЕС була побудована у 1980-х роках Емсландська АЕС, що лежить південніше.

## Галерея (1969та1973роки)

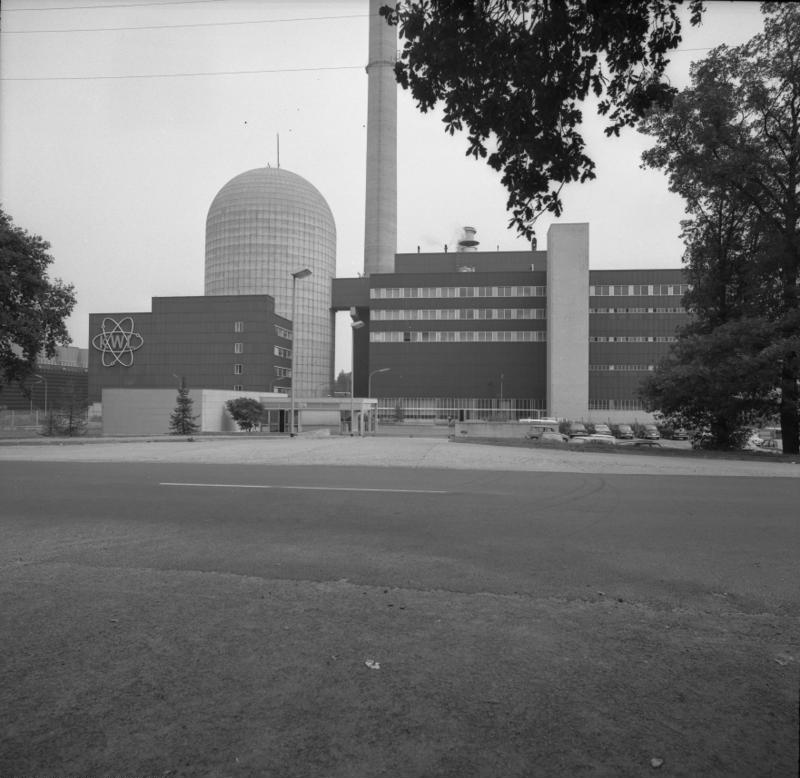
Вигляд ззовні
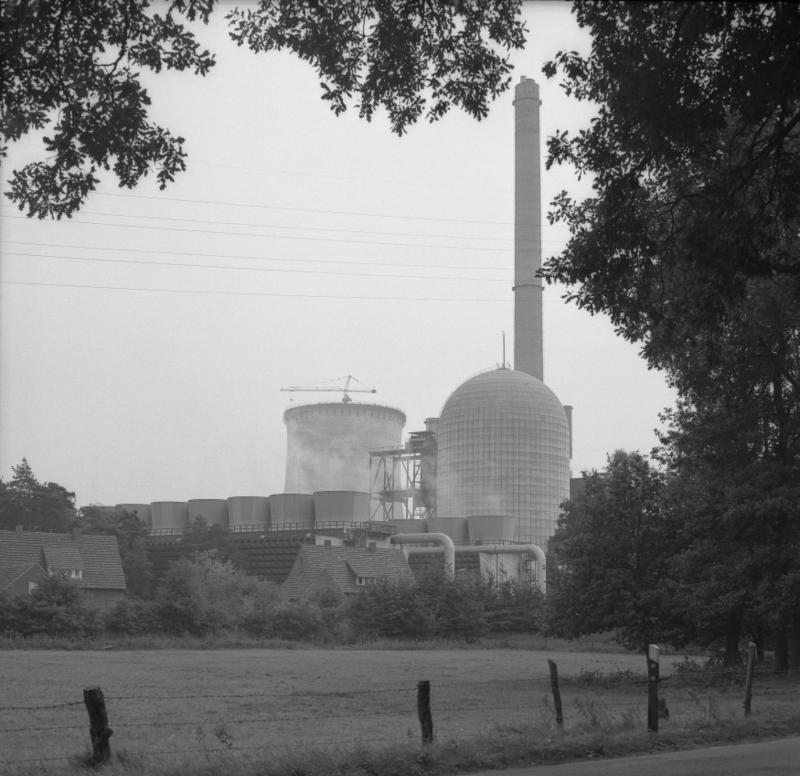
Вигляд ззовні
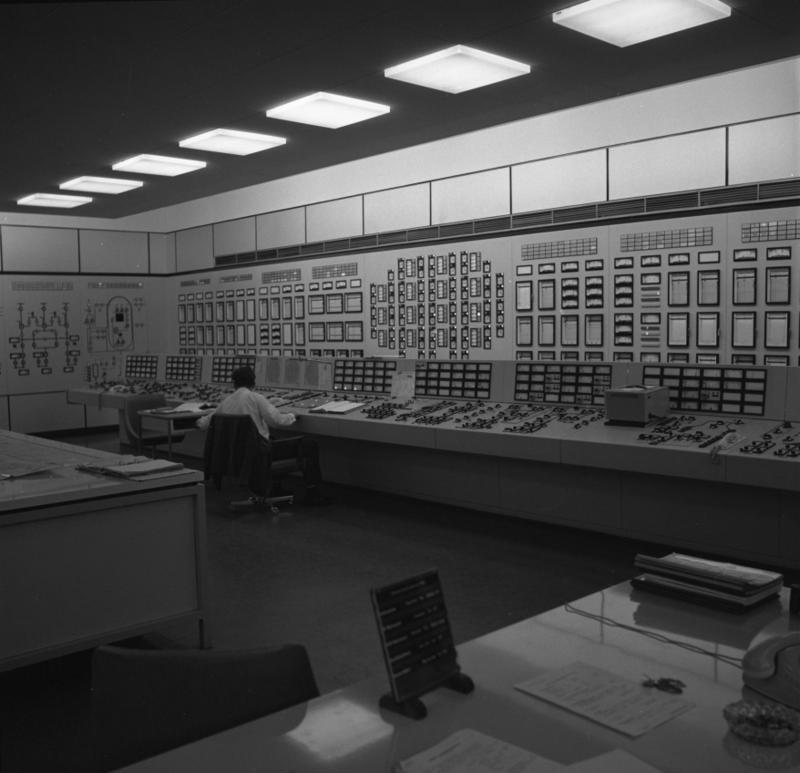
Вигляд зсередини, контрольний пункт
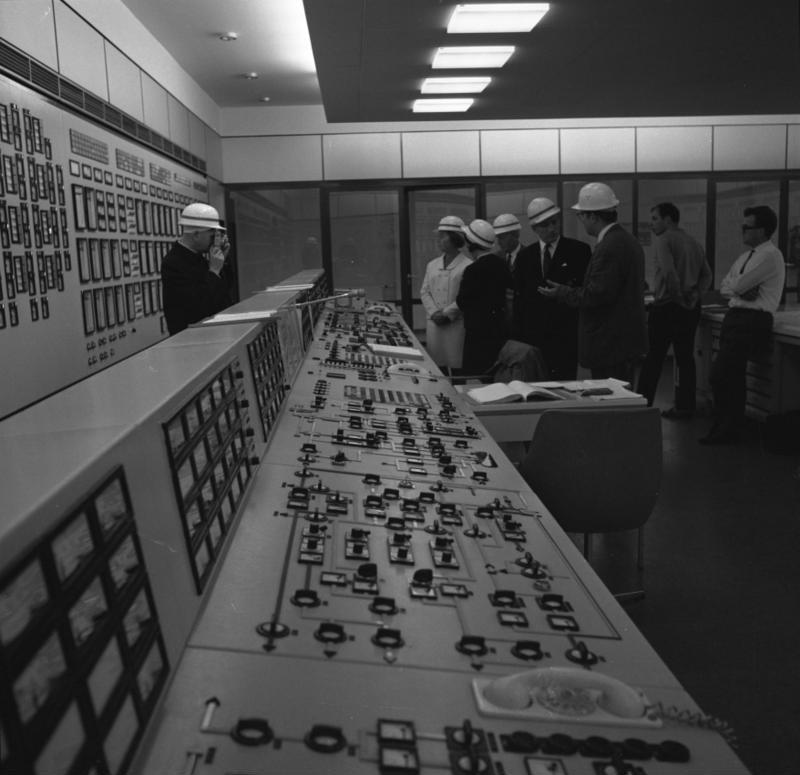
Вигляд зсередини, контрольний пункт
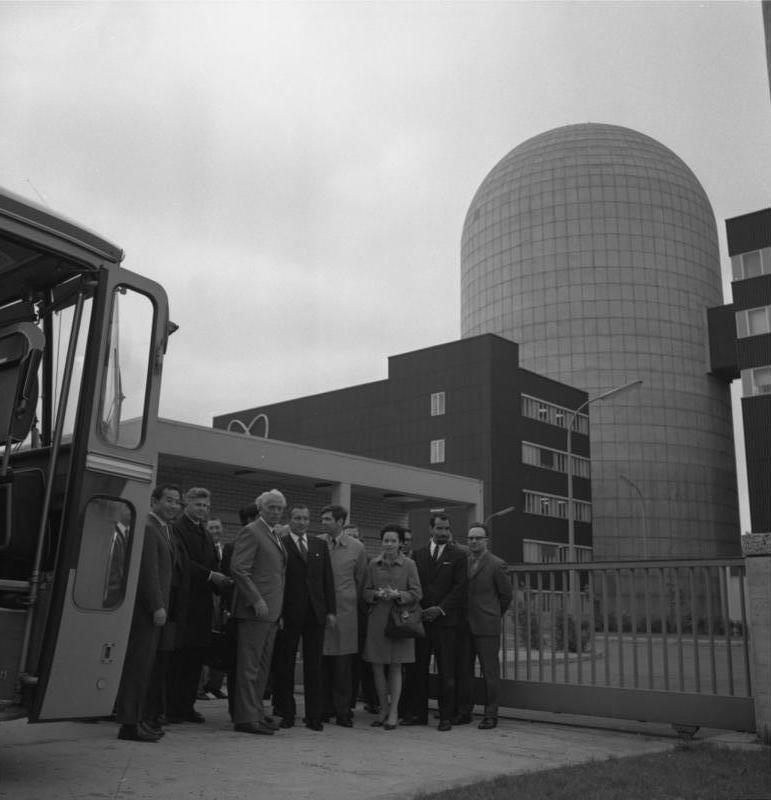
Огляд для преси

## Дані енергоблоку
АЕС мала один енергоблок, який протягом експлуатаційного періоду виробив 9 136,4 ГВт-год електроенергії:
| Енергоблок                 | Тип реактору                   | Нетто- потужність | Брутто- потужність | Початок будівництва | Синхронізація з електромережею | Комерційна експлуатація | Закриття   |
| -------------------------- | ------------------------------ | ----------------- | ------------------ | ------------------- | ------------------------------ | ----------------------- | ---------- |
| Kernkraftwerk Lingen (KWL) | киплячий ядерний реактор (BWR) | 183 МВт           | 268 МВт            | 01.10.1964          | 01.07.1968                     | 01.10.1968              | 05.01.1979 |